# Turín
|  | Aquest article tracta sobre el municipi del Salvador. Si cerqueu el municipi d'Itàlia, vegeu «Torí». |

Turín és un municipi del departament d'Ahuachapán del Salvador.

## Geografia
El poble es troba 4 km. a l'oest d'Atiquizaya, 10 km. a l'est d'Ahuachapán —la capital del departament— i a 12 km. a l'oest de Chalchuapa i el jaciment arqueològic maia veí de Tazumal. Està travessat per la carretera nacional CA 13 i per la línia de ferrocarril Santa Ana-Ahuachapán.

## Història
L'11 de febrer de 1878, la cambra de diputats de l'Assemblea Legislativa del Salvador va prendre en consideració la sol·licitud del veïnat de la vall del Rincón de la Madera, en jurisdicció d'Atiquizaya, en què demanaren que s'erigís en poble d'acord amb les condicions que la llei permetia. En la sessió del 14 de febrer els diputats van fer una primera lectura del dictamen de la comissió de govern en relació amb la sol·licitud perquè la vall s'erigís en poble amb el nom de «Turín». L'endemà van donar segona lectura al dictamen i, després de dispensar els tràmits i després d'una discussió, va ser aprovada. El 21 de febrer, els diputats van redactar i aprovar la redacció del decret. Un cop va passar al Senat, el 2 de març va fer una primera lectura al projecte de llei i ho van passar a la comissió de governació. El Senat va aprovar el decret el 30 de gener de 1879 i, l'endemà, el govern de Rafael Zaldívar va ratificar el decret legislatiu de 21 de febrer de 1878 i es va publicar el 5 de febrer de 1879 al Diari Oficial. El decret va conferir a la vall de Rincón de la Madera el títol de poble amb el nom de «pueblo de Turín» i autoritzà al seu veïnat a la construcció, com més aviat millor, d'un ajuntament («cabildo»), una escola i una església.

## Persones notables
- Lilian Mercedes Letona («Comandante Clelia», 1954–1983): política i guerrillera comunista, membre de l'FMLN.[7]